# Jezioro Wiechowskie
Jezioro Wiechowskie – niewielkie jezioro w Polsce na Pojezierzu Ińskim na rzece Krępie. Swoją nazwę bierze od leżącej nad nim wsi Wiechowo. Administracyjnie leży na obszarze gminy Marianowo w powiecie stargardzkim w województwie zachodniopomorskim. Powierzchnia jeziora wynosi 19,17 ha.
Według typologii rybackiej jest jeziorem linowo-szczupakowym. 
W pobliżu rzeka tworzy większe Jezioro Marianowskie.